# Аератор

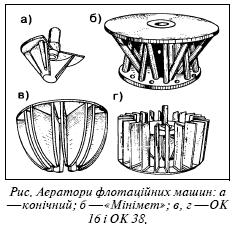
Аератор

Аера́тор (рос. аэратор, англ. aerator, нім. Aerator) — пристрій в якому відбувається процес аерації флотаційної пульпи.
Застосовуються: механічні (імпелери), пневматичні (трубчасті або ерліфтні, а також з пористою перетинкою), пневмомеханічні або субаераційні (комбіновані), ежекторні (струменеві) аератори.

Типи аераторів